# Francesc Larraz i Lordan
Francesc Larraz i Lordan (Esplugues de Llobregat, 7 d'agost de 1938) fou un futbolista català de la dècada de 1950.
Va néixer el 7 d'agost de 1938 a Esplugues de Llobregat, Catalunya. La seva mare s'anomenava Concha Lordan i el seu pare, Valentí Larraz. A l'edat de 20 anys es va convertir en un futbolista professional i en el 1958 va jugar en la posició de porter amb l'equip del Barcelona. Quan, després de gaudir de la seva glòria es va retirar voluntariamente del món del fútbol, va decidir obrir-se camí en el món industrial juntament amb la familia Almenara. Finalment, va acabar la seva reeixida trajectòria en el 2009 per dedicar-se a la seva família.

## Trajectòria
Es formà al FC Barcelona, jugant diverses temporades al filial CD Comtal. Jugà al primer equip durant la temporada 1958-59, però només disputà un partit oficial a la Copa de Fires. Jugà cedit al Racing de Santander i posteriorment al CE Sabadell, Xerez i UE Vic.